# Centúria 33
La Centúria 33 fou una unitat de voluntaris milicians formada a Molins de Rei durant els primers dies de la Guerra Civil espanyola, l'agost de 1936. Estava integrada per 73 veïns del municipi, entre ells dues dones, i s'incorporà a la columna "Carles Marx" per participar en l'expedició republicana a Mallorca.

## Formació i sortida cap a Mallorca
La unitat es formà arran d'una assemblea celebrada el 2 d'agost de 1936 a la Federació Obrera de Molins de Rei, entitat central del moviment obrer local. En aquesta trobada, es van oferir com a voluntaris 85 ciutadans del poble. Finalment, en foren seleccionats 73, que representaven una mostra plural del teixit social i sindical del municipi, amb una clara hegemonia dels militants del PSUC i d'altres forces d'esquerra. L'acomiadament dels voluntaris, celebrat el 5 d'agost davant la seu de la Federació Obrera, es convertí en un acte simbòlic d'unitat popular. La històrica fotografia d'aquell moment es conserva actualment a l'Arxiu Municipal de Molins de Rei.

## Participació a l'expedició de Mallorca
Després d'uns dies d'instrucció militar a Barcelona, la Centúria 33 s'embarcà la nit del 25 d'agost de 1936 cap a Mallorca a bord del vaixell "Almirante Miranda". El seu desplegament a l'illa coincidí amb els darrers dies de l'ofensiva republicana comandada pel capitan Alberto Bayo. L'arribada dels voluntaris molinencs tingué lloc en un moment crític, quan la contraofensiva feixista ja s'havia intensificat amb el suport de tropes italianes.
A causa d'aquesta situació, la participació de la Centúria 33 en combat fou molt limitada. Malgrat tot, alguns membres van patir les conseqüències de la duresa del front: Josep Munné Costa resultà ferit, i Basilissa Ollé, una de les dues dones de la centúria, caigué greument malalta durant l'estada a l'illa. Aquesta miliciana, coneguda com "la Sandreta", havia assumit tasques d'infermeria juntament amb Carme Marín, l'altra dona integrant de la unitat.
La retirada de les forces republicanes tingué lloc poc després, i els membres de la centúria van reembarcar cap a Barcelona a finals d'agost o principis de setembre de 1936. Tot i no haver entrat plenament en combat, l'episodi marcà l'inici de la trajectòria bèl·lica de molts dels seus integrants.

## Reassignació al front d'Aragó
Un cop tornada de Mallorca, la Centúria 33 fou destinada al front d'Aragó, on participà en els combats al sector de Perdiguera i Bujaraloz. Documentació sanitària datada del setembre de 1936 recull l'atenció a milicians de la unitat en hospitals de rereguarda. A més, la premsa anarquista de l'època, com Solidaridad Obrera, mencionà la presència activa de la centúria al front aragonès el desembre del mateix any.
Amb la militarització progressiva de les milícies, els membres de la Centúria 33 s'integraren en diverses unitats de l'Exèrcit Popular de la República. Participaren en fronts diversos com Madrid, Aragó i el sud de Catalunya, tot mantenint-se mobilitzats fins al final del conflicte.

## Destí dels seus membres
Després de la derrota republicana, molts membres de la Centúria 33 es veieren forçats a emprendre el camí de l'exili. La majoria es refugiaren a França el 1939, on foren internats en camps de concentració com el d'Argelers. Alguns d'ells patiren un destí encara més tràgic durant la Segona Guerra Mundial:
- Miquel Sabaté Miró[5] (nascut el 1917), veí del carrer Pintor Fortuny de Molins, fou capturat per les tropes alemanyes mentre participava a la Resistència francesa. Deportat als camps de Dachau i Neuengamme, hi desaparegué el 1945.
- Josep Benet Sàbat[6] (nascut el 1911), també voluntari de la Centúria 33, fou deportat a Mauthausen. Sobrevisqué al camp i s'establí a l'exili fins a la seva mort l'any 2005.

Almenys cinc ciutadans de Molins de Rei que havien combatut en la Guerra Civil, entre ells antics membres de la Centúria 33, foren deportats a camps de concentració nazis.